# Bighorn Route

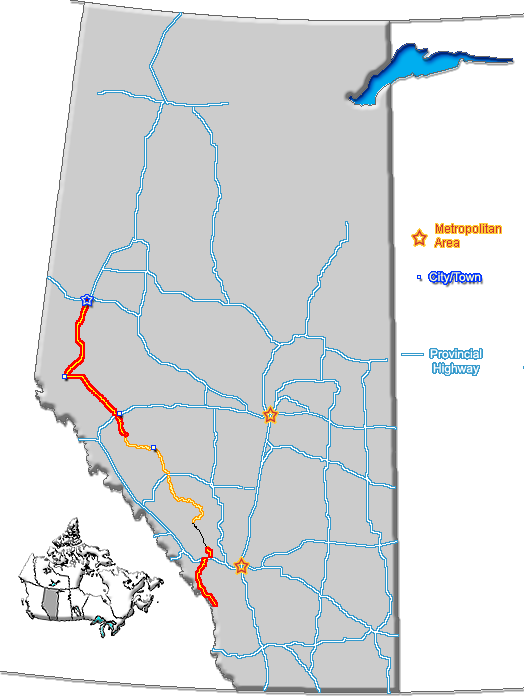
Karte mit Darstellung des Alberta Highway 40, Edmonton und Calgary sind die Sternchen auf der Karte

Als Bighorn Route wird der Abschnitt des Alberta Highway 40 zwischen dem Yellowhead Highway (Canada Highway 16) und der East Access Route (Alberta Highway 43) bezeichnet.

## Verlauf
Der Alberta Highway 40 verläuft in Nord-Süd-Richtung westlich von Edmonton und Calgary. Von der Rocky Mountains Forest Reserve nahe Robb kommend, kreuzt der Alberta Highway 40 bei Hinton den Yellowhead Highway.
Die gesamte Strecke der durch das nahezu menschenleere Gebiet am östlichen Fuß der Rocky Mountains führenden Straße ist asphaltiert.
Wichtige Punkte entlang der Strecke:
- 3 km – Zufahrt nach Entrance (ca. 70 Einwohner) unmittelbar westlich der Straße
- 5 km – Brücke über den Athabasca River
- 8 km – Zufahrt nach Brûle (ca. 160 Einwohner) 16 km westlich am Brule Lake
- 14 km – Einfahrt in den William A. Switzer Provincial Park
- 28 km – Ausfahrt aus dem William A. Switzer Provincial Park
- 37 km – Brücke über den Wildhay River
- 41 km – Abzweig zum Rock Lake, 32 km westlich am Rand des Willmore Wilderness Park und des Jasper National Park
- 65 km – Brücke über den Little Berland River
- 78 km – Brücke über den Big Berland River
- 107 km – Muskeg River (ca. 20 Einwohner)
- 109 km – Abzweig des Highway 734, der unbefestigt über 187 km zum Alberta Highway 34 nahe DeBolt führt
- 113 km – Brücke über den Veronique River
- 119 km – Brücke über den Muskeg River
- 142 km – Grande Cache (ca. 3.500 Einwohner)
- 147 km – Brücke über den Smoky River
- 162 km – Zufahrt zur Mine der Smoky River Coal Ltd. und zur H.R. Milner Generating Station
- 234 km – Brücke über den Kakwa River
- 256 km – Abzweig zum Musreau Lake (6 km östlich)
- 264 km – Brücke über den Cutbank River
- 289 km – Abzweig der Canfor Road nach Osten zum Gold Creek Gas Plant und zum Highway 734
- 321 km – Abzweig des Highway 666 nach Westen, Zufahrt nach Grovedale und zum O’Brien Provincial Park
- 322 km – Brücke über den Wapiti River
- 333 km – Grande Prairie, nördliches Ende der Strecke an der Kreuzung Wapiti Rd./100th Av.

## Baugeschichte
Die Erschließung der Region begann erst Mitte des 20. Jahrhunderts durch unbefestigte Straßen, die der wirtschaftlichen Erschließung des Holzes der Wälder dienten. Die Entdeckung nutzbarer Vorkommen an Erdgas und Steinkohle nahe der heutigen Ortschaft Grande Cache führte zur Entstehung dieser Stadt, die 1968 über den Highway an das Straßennetz Albertas angeschlossen wurde.